# 128 біт
128 біт — у комп'ютерній техніці означення структури даних, розмір яких у пам'яті ЕОМ дорівнює 128 елементарним коміркам. Це можуть бути цілі числа (Integer), вказівники на адресу в пам'яті (Memory address pointer).
128 біт також можна застосувати для означення архітектури мікропроцесорів. Станом на першу половину 2011 року не існувало процесорів загального призначення, здатних оперувати 128-бітовими цілими числами або адресами, хоча деякі процесори могли працювати зі 128-бітовими даними. Мейнфрейми IBM System/370 можуть розглядатись як перші 128-бітові комп'ютери. Вони використовували 128-бітові регістри з рухомою комою. Сучасніші CPU отримали набір процесорних інструкцій SIMD (SSE, AltiVec та ін.), в яких було використано 128-бітові векторні регістри для зберігання декількох чисел з меншою розрядністю (наприклад, чотири 32-бітових числа з рухомою комою). Завдяки цьому одна процесорна інструкція може паралельно маніпулювати усіма цими значеннями. Таким чином, ці процесори — це 128-бітові процесори в тому сенсі, що вони мають 128-бітові регістри, але вони не виконують операції над окремими 128-бітовими числами.

## Використання
- Відкрита архітектура процесорів RISC-V визначена для розрядності даних 32, 64 і 128 біт
- Універсальні ідентифікатори UUID мають ширину 128 біт
- Розрядність адреси у протоколі IPv6 також дорівнює 128
- Віртуальний набір команд системи IBM System i (раніше називався AS/400) визначає, що ширина всіх вказівників дорівнює 128 біт